# Palude di Racchiuso
Palude di Racchiuso este o arie protejată (sit de importanță comunitară — SCI) din Italia întinsă pe o suprafață de 12 ha, integral pe uscat.

## Localizare
Centrul sitului Palude di Racchiuso este situat la coordonatele 46°10′00″N 13°18′37″E / 46.1668°N 13.3103°E.

## Înființare
Situl Palude di Racchiuso a fost declarat sit de importanță comunitară în ianuarie 2017 pentru a proteja 2 specii de plante și 8 specii de animale.

## Biodiversitate
Situată în ecoregiunea continentală, aria protejată conține 4 habitate naturale: Ape stătătoare oligotrofe până la mezotrofe, cu vegetație de Littorelletea uniflorae și/sau de Isoëto-Nanojuncetea, Pajiști cu Molinia pe soluri calcaroase, turboase sau argilos-nămoloase (Molinion caeruleae), Păduri aluvionare cu Alnus glutinosa și Fraxinus excelsior (Alno-Padion, Alnion incanae, Salicion albae), Păduri ilirice de stejar și carpen (Erythronio-Carpinion).
La baza desemnării sitului se află mai multe specii protejate:
- plante (2): Eleocharis carniolica, Gladiolus palustris
- păsări (1): ciocănitoare verzuie (Picus canus)
- amfibieni (3): izvoraș-cu-burta-galbenă (Bombina variegata), Rana latastei, Triturus carnifex
- mamifere (2): liliac cu urechi mari (Myotis bechsteinii), liliacul mic cu potcoavă (Rhinolophus hipposideros)
- nevertebrate (1): Coenonympha oedippus
- reptile (1): țestoasa de baltă (Emys orbicularis)

Pe lângă speciile protejate, pe teritoriul sitului au mai fost identificate 2 specii de plante, 4 specii de amfibieni, 2 specii de mamifere, 2 specii de nevertebrate, 4 specii de reptile.